# Sint-Petrus-en-Pauluskathedraal (Paramaribo)
De Sint Petrus en Pauluskathedraal (voluit: de Kathedrale Basiliek van Sint Petrus en Paulus) is een kerk in het centrum van Paramaribo en de kathedraal van het bisdom Paramaribo. De kerk aan de Henck Arronstraat is tussen 1883 en 1887 gebouwd en is in z'n geheel uit hout opgetrokken. De kerk behoort met de St. George's Cathedral in Georgetown tot de grootste van hout geconstrueerde kerken van Zuid-Amerika. Op 6 april 2014 is de Sint Petrus en Pauluskathedraal tot basiliek verheven. Het gebouw is onderdeel van de historische binnenstad van Paramaribo, die in 2002 door UNESCO aan de Werelderfgoedlijst is toegevoegd.

## Geschiedenis

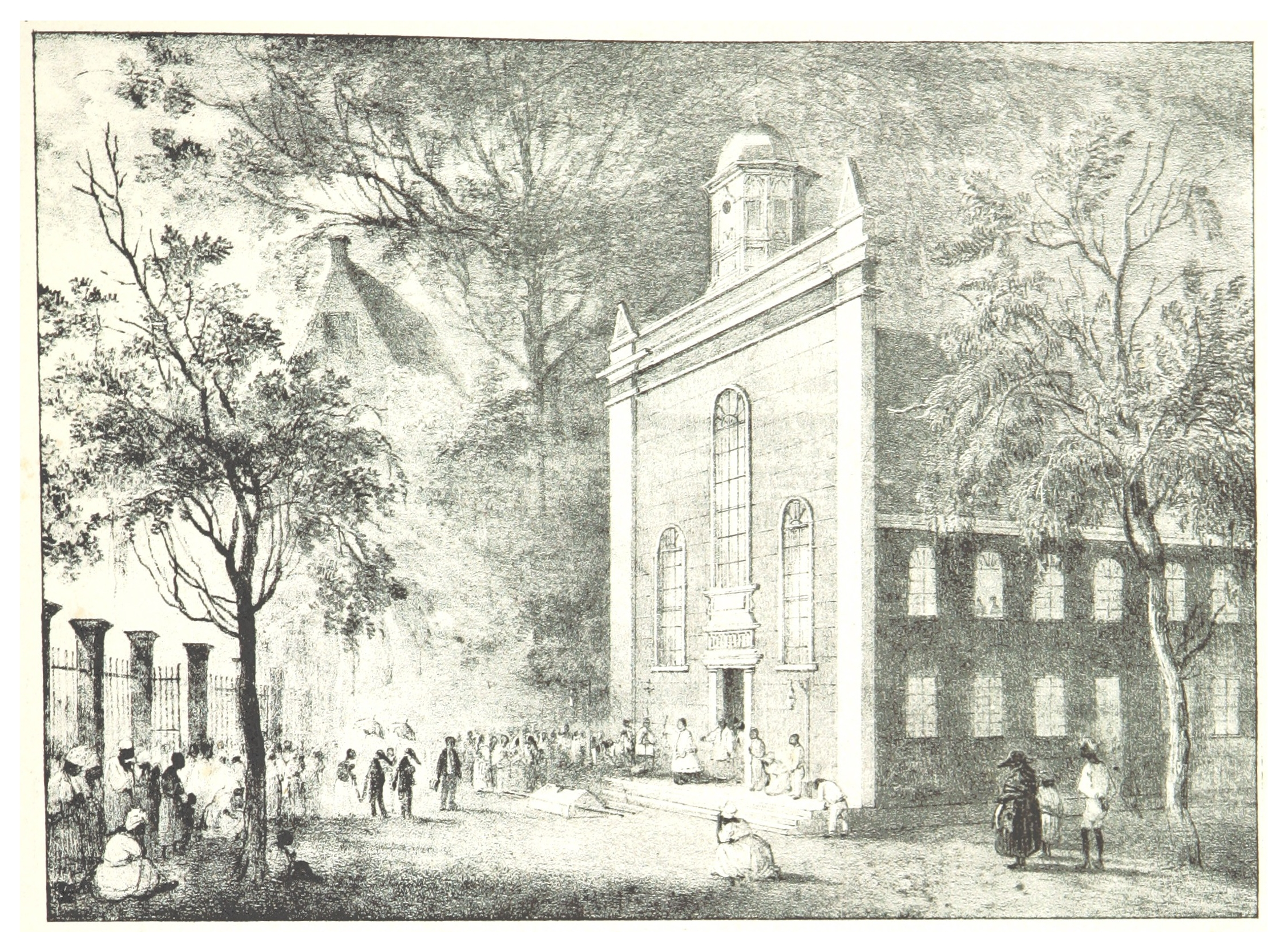
Tekening van Benoit, het voormalige tot kerk omgebouwde theater, circa 1830

Deze kerk staat op de plaats van een voormalig Joods theater met de naam 'De Verreezene Phoenix'. In 1826 werd dit oude theater omgebouwd tot kerk en ingewijd tot de St. Petrus en Pauluskerk. Wegens bouwvalligheid moest het gebouw in 1882 worden gesloten. 
Het ontwerp is van de redemptorist-frater Frans Harmes. De buitenzijde van de kathedraal is geïnspireerd op de redemptoristenkerk Onze-Lieve-Vrouw van Altijddurende Bijstand te Roosendaal en de redemptoristenkathedraal te Boston. Aan het ontwerp van het interieur hebben bijgedragen de paters Borret en Eijsink en monsigneur Schaap. 
De eerste steen werd gelegd op 30 januari 1883. De nieuwe kerk werd over de bestaande kerk heen gebouwd. De oude werd  tijdens de bouw gebruikt als steun en bouwsteiger en werd kort voor de inzegening van de nieuwe kerk afgebroken. De St. Petrus en Pauluskerk werd op 10 juli 1885 ingezegend. Hij was toen overigens nog lang niet af. De bouw heeft geduurd tot en met 1887 en de neo-gotische houten spitsen op de torens, die circa 40 meter hoog zijn, werden pas omstreeks 1901 aangebracht. De torens hebben ieder vier flankerende torentjes en vormen samen een dubbeltorenfront. 
De binnenzijde is uitgevoerd in ongeschilderd cederhout en is een volledig Surinaams ontwerp. In 1921 werd de Tilburgse pater Donders die op de begraafplaats begraven lag in de linkerbijvleugel bijgezet. In 1926, veertig jaar na de opening werd de buitenkant van de kerk geschilderd in de kleuren geel en grijs. 
Bij de totstandkoming van het bisdom in 1958 werd de kerk een kathedraal. In 2014 werd de kathedraal door nuntius Girasoli verheven tot basiliek.

## Klokken en orgel
Sedert augustus 1885 bevinden zich in de westtoren drie klokken genaamd "Alphonsus", "Rosa" en "Johannes" en ze zijn in de tonen sol-si-re. Ze zijn vervaardigd door Petit & Fritsen te Aarle-Rixtel. De zwaarste klok, de "Johannes" weegt 827 kilo. Op zon- en feestdagen en andere speciale gelegenheden worden alle drie geluid. Het kerkorgel is tussen 1889 en 1890 gebouwd door Michaël Maarschalkerweerd.

## Verval en wederopbouw
Na een grondige renovatie die van 1977 tot 1979 duurde, begon het gebouw na enige jaren toch nog over te hellen. In 1989 werd de kathedraal gesloten voor publiek. In het midden van de jaren negentig stelde het Vaticaan fondsen beschikbaar om het gebouw weer recht te zetten. In 2002 werd begonnen met het herstel. Hiervoor werd actie gevoerd door de stichting Help Peerke Donders. Uit het Europees Ontwikkelingsfonds werd circa 2,8 miljoen euro beschikbaar gesteld. Hierdoor kon men met de daadwerkelijke restauratie beginnen die in 2007 van start ging. Daarnaast deed de Stichting Jacques de Leeuw een schenking voor het opknappen van het interieur, waaronder het grafmonument van Petrus Donders. Op 13 en 14 november 2010 werd de kathedraal na meer dan 21 jaar heropend en opnieuw ingezegend.

## Zie ook

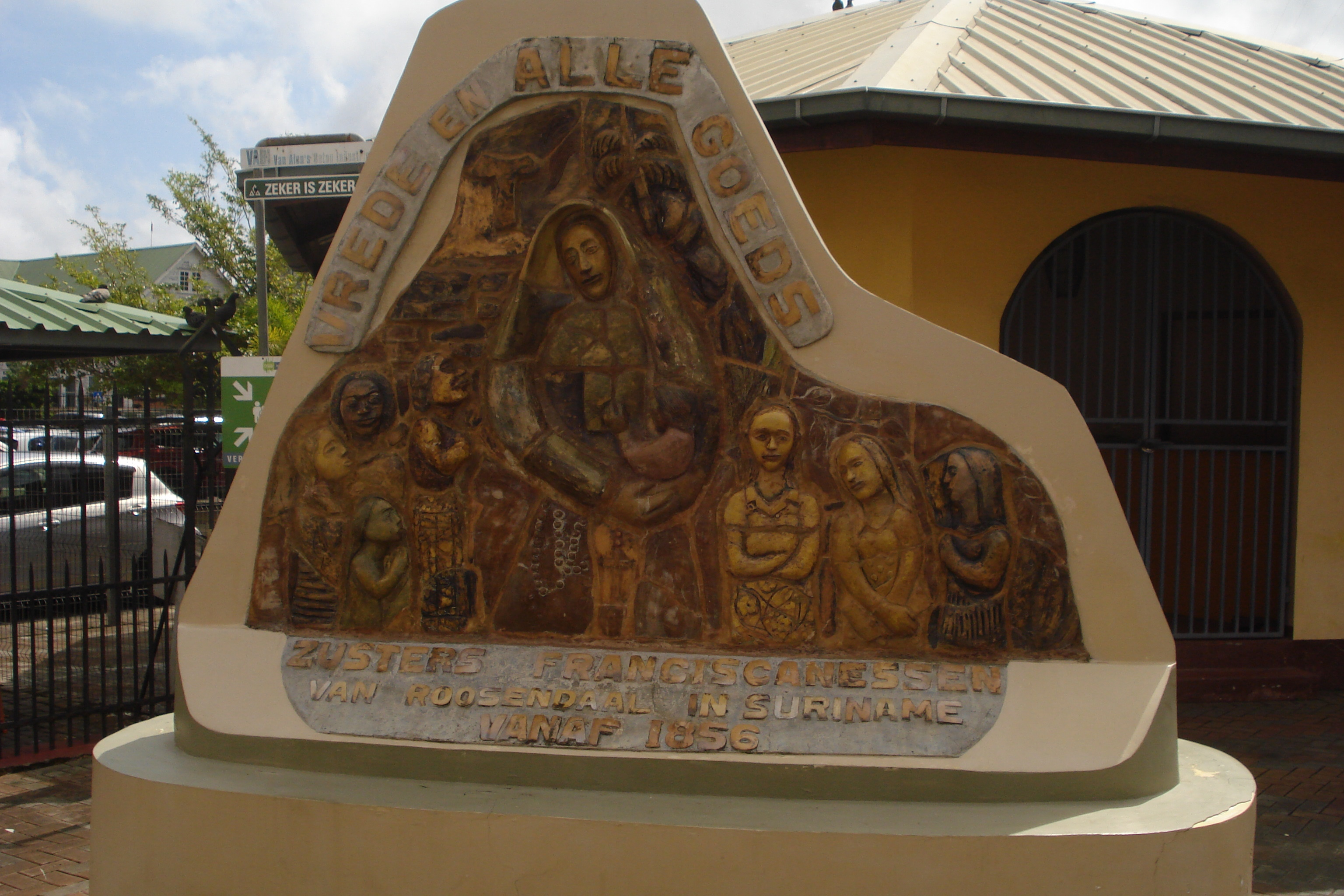
Gedenkzuil van de Franciscanessen van Roosendaal, naast de kathedraal